# ラヴ・パレード (宝塚歌劇)
『ラヴ・パレード』（1954年、1956年）もしくは『ラブ・パレード』（1969年、1970年）は宝塚歌劇団のミュージカル作品。

## 星組 宝塚大劇場公演（1954年）
形式名は「グランド・レビュー」。2部30場。
公演期間は1954年8月1日から8月30日まで。

### ストーリー
※『宝塚歌劇100年史（舞台編）』を参考にした。
フランスの若き中尉・モーリスは、ふとしたことからヘレナ姫と結婚させられるが、モーリスは女楽士のフランチイと惹かれあってしまう。

### スタッフ
- 作・演出[1]：白井鐵造
- 音楽[5]：河崎一朗、堤五郎、入江薫、十時一夫
- 振付[5]：康本晋史、玉田祐三、渡辺武雄、近藤玲子
- 装置[5]：黒田利邦、渡辺正男、多田恒史、新保正雄
- 衣装[5]：平尾文男
- 照明[5]：高田平太郎
- 小道具[5]：山田圭一郎
- 演出助手[5]：菅沼潤
- その他[5]：長尾和明、横澤英雄、鴨川清作

### 主な配役
- モーリス：春日野八千代[1]
- ヘレナ：淀かほる[1]
- フランチイ：故里明美[1]

## 雪組 宝塚大劇場公演（1954年）
形式名は「グランド・レビュー」。2部30場。
公演期間は1954年9月1日から9月29日まで。
続演。

### スタッフ
- 作・演出[1]：白井鐵造

その他のスタッフは星組の宝塚大劇場公演（1954年）と同じ。

### 主な配役
- モーリス：明石照子[1]
- ヘレナ：長谷川季子[1]
- フランチイ：龍城のぼる[1]

## 星組 東京宝塚劇場公演（1956年）
公演期間は1956年11月2日から11月27日まで。
主なスタッフは白井鐡造。
併演は『刀を抜いて』。

## 雪組 宝塚大劇場公演（1969年）
形式名は「ミュージカル・ロマンス」。24場。
公演期間は1969年10月2日から10月29日まで。新人公演は10月15日。
併演は『能登の恋歌』。

### ストーリー
※『宝塚歌劇100年史（舞台編）』を参考にした。
婦人たちの注目の的にあったモーリス中尉はヘレナ姫に気にいられて結婚するが、お堅い姫に関心がない。街のビアガーデンでバイオリン奏者のフランチイと仲良くなってしまう。一方、ヘレナはそうとは知らず意気投合する。

### スタッフ
- 作・演出[7]：白井鐡造
- 演出[7]：横澤秀雄
- 音楽[7]：吉崎憲治
- 音楽指揮[7]・歌唱指導[7]：橋本和明
- 振付[7]：喜多弘、鈴木武
- 装置[8]：石浜日出雄
- 衣装[8]：小西松茂、任田幾英
- 照明[8]：今井直次
- 小道具[8]：上田特市
- 効果[8]：坂上勲
- 演出助手[8]：太田哲則
- 製作[8]：野田浜之助

### 主な出演

#### 本公演（配役も含む）
- モーリス：真帆志ぶき[7]
- フランチイ：八汐路まり[7]
- ヘレナ姫：大原ますみ[7]
- 大公：冨士野高嶺[7]
- リッツブルグ夫人：清川はやみ[7]
- ジュリア：三鷹恵子[7]
- ロタール公：牧美佐緒[7]
- 士官[7]：亜矢ゆたか、楠かほり、汀夏子、鳳蘭、安奈淳、景千舟、常花代

#### 新人公演
- 汀夏子[7]
- 高宮沙千[7]
- 玉梓真紀[7]
- 曼珠はるか[7]

## 雪組 新宿コマ劇場公演（1970年）
公演期間は1970年1月2日から1月28日まで。
主なスタッフに白井鐡造、横澤英雄（演出）がいる。
併演は『いろはにほへと』。